# European Cybercrime Centre
European Cybercrime Centre (EC3) is een ontwikkeling van Europol naar aanleiding van een haalbaarheidsstudie uitgevoerd door Rand Corporation Europe. Het is een centrum dat fungeert als steunpunt voor de strijd van de EU tegen cybercriminaliteit en wordt gehost door Europol vanuit het Europees politiebureau in Den Haag. Officieel startte het EC3 zijn activiteiten op 1 januari 2013, maar het EC3 was echter pas volledig operationeel op 11 januari.

## Europol
Europol is een Europese organisatie die belast is met de strijd tegen internationale (grensoverschrijdende) criminaliteit. Europol biedt ondersteuning aan de politiediensten van de lidstaten van de Europese Unie. Deze ondersteuning bestaat uit het verzamelen en analyseren van informatie en van personen die ervan verdacht worden lid te zijn van internationale misdaadorganisaties. De bevoegdheden van Europol treden in werking zodra er een georganiseerde criminele structuur bestaat en er sprake is van twee of meerdere betrokken lidstaten.

### Bevoegdheden
Europol staat in voor de bevordering van de effectiviteit van de bevoegde instanties van de Europese lidstaten. Dit gebeurt door de samenwerking te bevorderen bij de strijd tegen of het voorkomen van internationaal georganiseerde misdaad en terrorisme. In 2006 werd er een toonaangevende risicoanalyse opgesteld door Europol, genaamd OCTA. Deze omschrijft de toenmalige en toekomstige situatie van georganiseerde misdaad.
Op basis van deze risicoanalyse, richt Europol zich op:
- illegale handel in verdovende middelen;
- immigratienetwerken;
- mensenhandel met inbegrip van kinderporno;
- illegale handel in motorvoertuigen;
- valsmunterij en vervalsing van betaalmiddelen;
- illegale handel in radioactieve stoffen en nucleaire stoffen
- terrorisme;
- met terrorisme verband houdende witwasactiviteiten.

Ook misdrijven tegen personen, financiële misdrijven en computercriminaliteit (cfr. Europen Cybercrime Centre) behoren tot de prioriteiten van Europol.
Europol werkt vanuit de filosofie van de Europese Unie waarin getracht wordt een gemeenschappelijke ruimte van vrijheid, veiligheid en rechtvaardigheid te creëren. Om hieraan te voldoen was Europol genoodzaakt om aanpassingen te doen op basis van de risicoanalyse die plaatsvond in 2006, waardoor uiteindelijk het EC3 vorm kreeg.
De directeur van Europol, Rob Wainwright, zei:
De oprichting van het Europese Cybercrime Centrum zal een mijlpaal zijn in de ontwikkeling van de EU-strijd tegen internetcriminaliteit. Ik ben verheugd dat de Commissie heeft voorgesteld om de oprichting van het EC3 toe te wijzen aan Europol. Georganiseerde misdaad, terroristische groeperingen en andere criminelen maken efficiënt gebruik van de mogelijkheden die hen aangeboden wordt door de technologische ontwikkelingen. Nu is de tijd rijp voor de autoriteiten om deze groeperingen een stap voor te zijn! Het ECC (later EC3) zal de overheden, bedrijven en burgers binnen de gehele Europese Unie voorzien van de nodige middelen om de aanpak van cybercrime te garanderen. Volgend op de reputatie van Europol, hun expertise binnen dit gebied en met de steun van de lidstaten, andere EU-organen, internationale partners en de particuliere sector zal het ECC instaat zijn om slimmer, sneller en sterker de strijd aan te gaan met cybercriminaliteit.

## Oorsprong
De haalbaarheidsstudie, uitgevoerd door Rand Corporation Europe, toonde aan dat een dienst zoals het European Cybercrime Centre wenselijk is om de aanpak van internetcriminaliteit te garanderen. Binnen dit onderzoek werd voorgaande wetenschappelijke literatuur over de aard, omvang en effecten van cybercriminaliteit beoordeeld. Tevens werd er empirisch bewijs verzameld over de mogelijkheden van computercriminaliteit binnen vijftien EU-lidstaten. Dit onderzoek leidde tot verontrustende bevindingen, op basis van de grote discrepantie tussen de gerapporteerde cijfers uit het bedrijfsleven en de officiële geregistreerde misdrijven van cybercriminaliteit.
In 2011 werd een reeks van toekomstige mogelijkheden en onderwerpen beschreven, waarbij Europol, Eurojust, CEPOL, Interpol en het Europese netwerk- en informatiebeveiliging agentschap een bijdrage konden leveren binnen de aanpak van cybercriminaliteit. Op 7 januari 2011 werd de publieke versie van het iOCTA gepubliceerd. Dit is een verkorte versie van de dreigingsanalyse samengesteld door Europol, in overeenstemming met het OCTA, maar specifiek gericht op fenomenen met betrekking tot het internet. Dit document is samengesteld in lijn met het Stockholm Programma en de conclusies van de Raad van Europa betreffende een gezamenlijke strategie om cybercriminaliteit te bestrijden.
De afkorting EC3 staat voor drie adviesgroepen: Security, Financial Services en Industry Cross-sector. Deze adviesgroepen waren vanaf de oprichting betrokken bij het Europees Cybercrime Center. Nadien zijn er nog twee adviesgroepen toegevoegd aan het EC3, wat het totaal op vijf adviesgroepen brengt.

### Cross-Sector
Er zijn nog geen geschikte kandidaten gevonden om deze groep samen te stellen. De sectoraal overschrijdende adviesgroep zou moeten instaan voor het nodige advies bij onderwerpen die zowel grensoverschrijdend als bevoegdheid overschrijdend zijn.

### Internet Security
In de adviesgroep Internet Security zetelen de volgende organisaties:
- BlackBerry
- Cisco Systems
- Fox-IT
- Franse Nationale Cybercriminaliteit Unit
- Infineon Technologies AG
- IRISSCERT
- Kaspersky Lab
- McAfee
- MICROSOFT CYBERCRIMINALITEIT DIV
- TrendMicro
- UNICRI
- VERIZON

### Financial Services
De volgende organisaties maken deel uit van de adviesgroep financiële diensten:
- CARTES BANCAIRES
- Citigroup
- CSIS
- Franse Nationale Cybercriminaliteit Unit
- GIE ALSBL
- Ierse Bankfederatie
- Royal Bank of Schotland
- VISA International
- Western UNION

## Nood
De 21ste eeuw wordt gekenmerkt door een technologische groei, waartoe ook het cybermilieu behoort. Door deze technologische ontwikkelingen is er tevens sprake van een stijging van technologische risico's in onze maatschappij. Een centrum zoals het EC3 is daarom noodzakelijk om de EU-burger en bedrijven te kunnen beschermen tegen de technologische risico's die door de mens ontwikkeld zijn.
De EU vormt een belangrijk doelwit vanwege haar geavanceerde internetinfrastructuur en de, in toenemende mate, op internet gebaseerde economie en betalingssystemen zoals mobiel bankieren. Dit heeft een invloed op de Europese burgers en bedrijven. De dreiging ten opzichte van de burgers, bedrijven en overheden neemt enorm snel toe. Volgens een recent onderzoek van het antivirusbedrijf Symantec verliezen slachtoffers wereldwijd per jaar 290.000.000.000 euro. Cybercriminaliteit overstijgt hierdoor de wereldwijde handel in marihuana, cocaïne en heroïne samen.
Volgens de Eurobarometer van (2012):
- is 12% van de Europese burgers slachtoffer geweest van online fraude in 2012;
- gaat 74%  van de Europese burgers akkoord met de stelling dat het risico dat men slachtoffer wordt van cybercriminaliteit gestegen is het vorige jaar;
- is 61% van de Europese burgers bezorgd slachtoffer te worden van identiteitsdiefstal;
- is 43% van de Europese burgers bezorgd over het feit dat ze niet in staat zouden zijn om beroep te doen op het internet vanwege cyberaanvallen.

## Vooruitzichten

### Visie
De visie van het EC3 is om binnen de steeds evoluerende cybersamenleving, waarbinnen cybercriminaliteit een prioriteit is, een veilige cyberomgeving te creëren door de nodige voorzorgsmaatregelen tegen cybercriminaliteit te faciliteren.

### Missie
De missie van het EC3 Strategie & Preventie richt zich op het garanderen van de veiligheid van de Europese burgers en bedrijven. Dit door middel van informeren en sensibiliseren van de mogelijke gevaren van het cybermilieu. Op basis van grondige analyses uit meerdere invalshoeken tracht het EC3 de EU-burger en bedrijven bewust te maken van en kennis te bieden over de huidige en toekomstige internetcriminaliteit.

### Doelstellingen
De voornaamste doelstelling van het EC3 is de EU-burger en bedrijven bewust maken van de potentiële risico's van het internet. Bijhorend fungeert het EC3 ook repressief. De doelstellingen van het European Cybercrime Centre situeren zich op meerdere niveaus van de veiligheidsketen:
- een steunpunt vormen in de strijd van de EU tegen cybercriminaliteit;
- het informeren en sensibiliseren van de Europese burgers en bedrijven;
- het reduceren van georganiseerde groeperingen die criminele winsten via het internet verkrijgen;
- het reduceren van het aantal slachtoffers van cybercriminaliteit zoals dat bij online seksuele uitbuiting van kinderen het geval is;
- het bevorderen van het informatiesysteem van de Europese Unie;
- voorzien in de uitbouw van de operationele en analytische capaciteit voor onderzoek en samenwerking met internationale partners.

#### Gevolgen
Op basis van een gestructureerde werking via de verschillende adviesgroepen, is het EC3 in staat om de doelstellingen grondig te vervullen, hieronder volgt een korte lijst van wijzigingen die het EC3 teweegbrengt:
- hoger percentage van ontmanteling van criminele netwerken die actief zijn op het internet;
- bevorderde detectie en forensische middelen om het criminele cyberonderzoek te exploiteren;
- ontwikkeling van gespecialiseerde diensten tegen cyberaanvallen ter bevordering van de rechtshandhaving;
- samenwerkingsverbanden met de private sector en onderzoeksdiensten;
- een gespecialiseerde training voor rechtshandhavers zoals rechters en aanklagers om zich zo te kunnen beraadslagen omtrent complexe problematieken;
- een gelijkgestemde bril van cybercriminaliteit onderzoekers binnen de EU;
- een steeds groeiende economie met minder financiële verliezen door cybercriminaliteit;
- een beter beveiliging van de Europese burgers en bedrijven via het internet;
- een verhoging van het bewustzijn van de EU-burger bij het kenbaar maken van hun eigen leven online.

## Diensten
Het ECC biedt meerdere diensten aan in de strijd tegen de georganiseerde misdaad. Via hun 24/7-helpdesk en coördinatiecentrum is het mogelijk om gegevens door te nemen, het netwerk van de interne veiligheid te monitoren en is er de mogelijkheid om alle beschikbare bronnen te scannen en informatie te ontleden. Het vermogen van data fusion (gegevensverzameling) uit de lidstaten, gecombineerd met de Cyber Innovation Room (CIR) werkt bevorderend voor Europa in de strijd tegen de georganiseerde criminaliteit.

### Data Fusion Centre
Het Data Fusion Centre zorgt voor de verzameling van gegevens met betrekking tot cybercriminaliteit op ieder niveau: publiek, privaat of open bronnen, om zo de beschikbare politionele gegevens te verrijken. Daarnaast wordt er op een kritische manier informatie verwerkt en geanalyseerd uit verschillende bronnen, met als doel een beeld te kunnen schetsen van de cybercriminaliteit binnen Europa om zo snel nieuwe bedreigingen te kunnen identificeren. Tevens levert het centrum ondersteuning bij multidisciplinaire onderzoeken.
Dankzij de nieuwste technologieën is het Data Fusion Centre in staat om de wetshandhavingsinstantie, het Computer Emergency Response Team (CERT), de gemeenschap, de particuliere sector en de academische specialisten te verbinden. Het dient als contactpunt om onderzoek betreffende cybercriminaliteit te melden zodat de verworven informatie ter beschikking kan worden gesteld aan de overige lidstaten.

### Forensics
Het EC3 levert een verscheidenheid aan forensisch ondersteunende diensten. Dit omvat speciale gereedschappen en een labo van waar digitale netwerken en mobiele apparatuur forensisch geanalyseerd worden. Dit wordt ondersteund door apparatuur zoals het digitale forensische labo en het mobile lab (voertuig) met draagbare laboratorium- en onderzoeksapparatuur. Er wordt onderzoek gedaan naar zowel grondstoffen en printers die gehanteerd worden bij het namaken van bankbiljetten en documenten alsook naar valse bankbiljetten. Er is ook een dienst die gespecialiseerd is in forensische fotografie.

### Outreach
De dienst Outreach richt zich op de ontwikkeling en het onderhoud van alle partnerschappen die bijdragen tot de EU-respons binnen het gebied van cybercriminaliteit. Deze service omvat de proactieve identificatie van nieuwe partners en organiseert de samenwerking met wetshandhavingsinstanties, EU-instellingen, internationale organisaties, de particuliere en publieke sector en de academische wereld.

## Werking
Het European Cybercrime Centre is samengesteld uit vijf basisgebieden. Door middel van dit onderscheid is het EC3 in staat om een integrale en geïntegreerde werking te voorzien.

### Data Verzameling
Binnen het niveau van dataverzameling voorziet het EC3 een ondersteuningsplatform betreffende de rechtshandhaving binnen alle Europese deelstaten. Binnen dit niveau worden ook gegevens verzameld en verwerkt met betrekking tot cybercriminaliteit.

### Operationeel
Operationeel gezien voorziet het EC3 de ondersteuning bij cybercriminaliteitsonderzoeken binnen de Europese Unie, zoals de strijd tegen fraude, online kindermisbruik etc. Deze ondersteuning is van toepassing bij een onderzoek uitgaande van een of meerdere landen. Bijkomstig voorziet het European Cybercime Centre ook de coördinatie van complexe transnationale onderzoeken met betrekking tot Eurojust.

### Strategisch
Binnen de strategische werking spreken we voornamelijk van het opstellen van trend-analyses en voorspellingen alsook over nieuwe ontwikkeling op niveau van cybercriminaliteit met als doel cyberaanslagen te vermijden.

### Onderzoek- Ontwikkeling en Training
Het EC3 werkt binnen het niveau van training nauw samen met CEPOL (Europees politiecollege) om zo een goede training te kunnen garanderen. Met als doel de kennis en bewustwording betreffende de cyberproblematiek te vergroten. Binnen het onderdeel onderzoek valt de aanpak van cybercriminaliteit alsook het verzekeren van de benodigde capaciteit binnen de rechtshandhaving zoals gebouwen, rechters en aanklagers. Bijkomstig vormt ook de ontwikkeling van forensische middelen een onderdeel. Zo ontwikkelt het EC3 de nodige middelen om een betere opsporing en vervolging van cybercriminaliteit mogelijk te maken.

### Samenwerkingsverbanden
Binnen de samenwerkingsverbanden kunnen we spreken van een brede waaier aan partners, verschillend naargelang de situatie. Het EC3 werkt nauw samen met de private sector, onderzoeksdiensten, de gemeenschap, hogescholen, universiteiten en diensten die gespecialiseerd zijn in het anticiperen op computer noodgevallen. Het EC3 beschikt ten slotte over een samenwerking met gespecialiseerde teams die zorgen voor detectie en anticipatie van en op cybercriminaliteit met als doel het vermijden of reduceren van deze criminaliteit.
De samenwerking met de externe partners is doelgericht. Het is noodzakelijk dat alle diensten zich situeren op dezelfde lijn met hetzelfde doel voor ogen. Het EC3 stemt zich af met andere relevante internationale partners/diensten zoals EUCTF (Comité van de Europese Unie inzake cybercriminaliteit), CIRCAMP (operationele en strategische werking met betrekking tot internet verbonden kinderen misbruik, materialistische werking), ENISA (Europees Netwerk van Informatie- en Beveiligingswerking) en ECTEG (Europese Cybercriminaliteitstraining- en opleidingsgroep).

## Werkingsgebied
Het EC3 richt zich binnen het werkveld op het leveren van een grotere internationale coördinatie in de strijd tegen de fenomenen cybercriminaliteit, seksueel misbruik van kinderen en online fraude.

### Cybercriminaliteit
Het EC3 richt zich op de reductie en eliminatie van cybercriminaliteit, hierbij is de dienst Cyborg actief. Deze dienst steunt de EU-lidstaten bij het voorkomen en bestrijden van verschillende vormen van cybercriminaliteit, die voornamelijk in verband liggen met criminele organisaties.
Deze werking staat in lijn met het Verdrag van Boedapest inzake cybercriminaliteit, die voorschrijft dat de reikwijdte van EC3 de misdrijven omvat die gericht zijn tegen de computer- en netwerkinfrastructuren behorende tot de EU en tevens de misdaden online. Onder online misdaden vallen onder meer malware, hacking, phishing, inbraak, manipulatie, identiteitsdiefstal, fraude en online seksuele uitbuiting van kinderen.
In 2014 verspreid Europol het eerste Internet Organised Crime Threat Assessment (iOCTA).  De bedoeling van dit assessment is overheden en beleidsmakers informeren om gerichter en efficiënter de strijd tegen cybercriminaliteit te kunnen aanpakken en de online-maatschappij beter te kunnen beschermen.

### Seksueel kindermisbruik
Het EC3 gaat de strijd aan met het online seksueel misbruik van een menselijk wezen jonger dan 18 jaar. Dit omvat zowel de productie van kinderporno als de online verspreiding ervan. Om deze strijd te kunnen voeren op Europees niveau werd de dienst Twins ingevoerd. Twins ging van start in 2001 en beschikt tot op heden over 19 leden en 36 partners. Samen staan ze in voor de strijd tegen productie en overdracht van materialen die gekenmerkt worden door seksuele uitbuiting van kinderen. Bijhorend bieden ze ook weerstand tegen grensoverschrijdende seksdelinquenten.
De dienst Twins richt zich niet enkel op de identificatie van daders maar ook op de identificatie van slachtoffers, met als doel de potentieel lopende exploitatie tegen te houden. Ook tracht men te voorzien in de nodige zorgen vanuit de bevoegde autoriteiten. Deze dienst functioneert op operationeel niveau via de verbindingsofficieren van het Europolnetwerk. Dit netwerk biedt strategische en operationele analytische ondersteuning en ondersteunt de internationale projecten zoals COSPOL, CIRCAMP en EFC.
De Europese financiëngroep speelt een grote rol binnen deze werking. Het EFC is een permanent netwerk bestaande uit publieke en private belanghebbenden. Met als doel een platform te ontwikkelen die gehanteerd wordt door iedere Europese lidstaat om de strijd tegen commerciële verspreiding van expliciete materialen gekenmerkt door seksueel misbruik van kinderen.

#### Verloop
Deze strijd verloopt zeer gestructureerd; zo voorziet de dienst eerst de toegang tot dit netwerk. Eenmaal ze toegang hebben tot dit criminele netwerk wordt er een forensisch onderzoek (informatie inwinnen vanuit het verleden) opgestart. Dit gaat gepaard met een grondig onderzoek van het product (onderzoek software en/of communicatieprotocol). Eenmaal dit proces achter de rug is wordt het communicatieprotocol of software ontcijfert.  Daaropvolgend start de triage, het beoordelen van slachtofferschap of de ernst van het seksueel kindermisbruik gepaard gaande met het onderzoek van sporen en aanwijzingen.  Tot slot wordt het doelwit geselecteerd en worden de netwerk van dit betrokken doelwit gecontroleerd en geanalyseerd. Met als doel het netwerk te elimineren en het slachtoffer te identificeren.

### Online Fraude
Tot slot richt het EC3 zich op online betaalkaartfraude, hiervoor beroept het EC3 zich op de dienst terminal. De dienst Terminal staat in voor de ondersteuning van rechtshandhaving instanties binnen de EU. Terminal staat in voor de productie van analytische rapporten, deze rapporten omvatten bevindingen betreffende telefoonnummers, communicatiemiddelen, verbindingen tussen personen en hypothesen.
De Terminal biedt ook de nodige ondersteuning via het mobiele kantoor die rechtstreeks toegang heeft tot de databases van Europol.

## Partners
Om de werking te kunnen garanderen is het noodzakelijk om de krachten te bundelen en een goede samenwerking te waarborgen. Doordat de prioritaire fenomenen vaak grensoverschrijdend zijn is het noodzakelijk om een gecoördineerde en gezamenlijke aanpak over de grenzen te voorzien. Europol is Europa's gespecialiseerde rechtshandhavingscentrum voor de operationele ondersteuning, coördinatie en expertise binnen het gebied van cybercriminaliteit. De succesvolle werking van het Europees Cybercrime Center is te danken aan de samenwerking met:
- EU-lidstaten;
- belanghebbenden in de EU;
- niet-EU landen;
- internationale organisatie;
- internetbestuurslichamen en -dienstverleners;
- bedrijven die betrokken zijn in de financiële sector en internetbeveiliging;
- academische deskundigen;
- maatschappelijke organisaties;
- Nationaal Computer Emergency Response Teams (CERT’s) en de CERT-EU.

## Programmaraad
De programmaraad van het EC3 omvat een adviserende rol binnen het center in zijn bestuurlijk proces. De huidige leden van het programmaraad zijn het EUCTF (Europese Unie Cybercrime Taskforce), CIRCAMP (COSPOL Internet Related Child Abusive Material Project), ENISA (European Network and Information Security Agency), ECTEG (European Cybercrime Training and Education Group), CEPOL (European Police College),  EUROJUST (European’s Union’s Judcial Cooperation Unit), CERT-EU (Computer Emergency Response Team), Interpol (International Criminal Police Organization), European Commission en EEAS (European External Action Service).